# София Филипова
София Филипова е съвременна българска поетеса, литературоведка и учителка.

## Биография
Родена е на 25 декември 1930 година в Станимака. Завършва българска филология в Софийския университет „Свети Климент Охридски”. Дълги години е преподавателка по български език и литература в Пещера, Асеновград, Пловдив, село Горни Богров и в Националната гимназия за древни езици и култури „Константин-Кирил Философ“ в София.
От 2014 година е постоянен член на журито към Международната фондация „Св. Св. Кирил и Методий“.
Работи като асистент в Софийския университет, катедра „Методика на езиковото и литературното обучение“ от 1965 до 1969 година. След това е научен сътрудник II степен в Научноизследователския институт по образованието към Софийския университет (1969 – 1976 г.); член на актива за учебна телевизия към БТА (1971); специализация в Москва и Ленинград (Петербург) във връзка с работата над дисертацията „Формиране на естетическо отношение към литературното произведение” (1971 – 1972 г.); участник в научна група, работеща под ръководството на проф. И. Я. Лернер (Академия на педагогическите науки – Москва) по неговия проект „Развитие на творческото мислене чрез проблемни задачи” (1974 – 1975 г.); защита на докторска дисертация (1976 г.), чиито основни постановки и идеи, залегнали в редица нейни статии, довеждат до включване в програмата по литература на главните естетически категории; старши преподавател в Центъра за следдипломна квалификация и усъвършенстване на учителите, филиал на СУ (1977 – 1987 г.); заместник-председател на Градското дружество на филолозите българисти – гр. София и член на редколегията на неговото издание „Известия” (1982 – 1989 г.); основател и председател на Клуба на учителя литератор в София към Централен дом на учителя (1983 – 1990 г.) и организатор на съвместните творчески дейности на софийските учители със Съюза на българските писатели; специалист по литература в експерименталната програма за интегрално обучение, ръководена от акад. Бл. Сендов – БАН (1988 – 1989 г.)
Неин е първият у нас сборник с тестови задачи по литература за VII-ми клас (1993 г.), който бележи началото на новата система за проверка и оценка на знанието. Пак в полза на учебното дело тя е автор на сценарии на учебни филми за Гео Милев, П.К. Яворов, Христо Смирненски, прожектирани в училище, а монографията и „Формиране на естетическо отношение към литературното произведение” (I изд. 1975 г., II изд. 1986 г.), се превръща в своеобразен учебник за учителите по литература, съчетавайки литературознанието с естетиката.
София Филипова е съоснователка, заедно с Ангелина Василева, на столичния Есенен салон на поезията (2008 г.) и съредакторка на неговото електронно „Поетични страници“; председател (2014 – 2018 г.) на Българския хайку съюз (БХС) и главен редактор (от 2013 г.) на неговото „Хайку свят“. Аторка е на „Речник по стихознание“ – единствен по рода си у нас и досега („Изток-запад”, I изд. 2004 г; II изд. 2010). Съавторка на поетични диалози „Отгласи” – съвместно с Александра Ивойлова.

## Творчество
- Жажди (2019)
- Отгласи